# Descurainia richardsonii
Descurainia richardsonii är en korsblommig växtart som först beskrevs av Robert Sweet, och fick sitt nu gällande namn av Otto Eugen Schulz. Descurainia richardsonii ingår i släktet stillfrön, och familjen korsblommiga växter. Inga underarter finns listade i Catalogue of Life.